# Хеннингсен, Франц
Франц Хеннингсен (22 июня 1850, Копенгаген — 20 марта 1908, там же) — датский художник-реалист. Брат художника Эрика Хеннингсена.

## Биография
Уроженец Копенгагена. После окончания школы Боргердид в Кристиансхавене (район Копенгагена) Хеннингсен посещал рисовальную школу К. В. Нильсена, а затем поступил в Датскую академию художеств, где успешно завершил свое обучение в 1875 году. 
С 1877 по 1878 год он учился у Леона Бонна в Париже. 
В 1878 году Хеннингсен совершил путешествие в Испанию вместе с Педером Северином Кройером, Франсом Шварцем и Юлиусом Ланге.
Первой картиной, которую выставил Хеннингсен, был портрет актрисы Жюли Седринг (в 1874 году), после чего он выставлялся практически каждый год, на весенней выставке, проходившей во дворце Шарлоттенборг. 
Несмотря на то, что Хеннингсен учился у Бонна, он оставался довольно традиционным по манере, но при этом несомненно талантливым и самобытным художником, работавшим в различных жанрах: от портретов и пейзажей до анималистики и иллюстрации. Его картина «En Begravelse» («Похороны», 1883) показывает, что он освоил использование цвета, характерное для испанской школы живописи, например, для Диего Веласкеса. 
Его темные тона и глубокий, тусклый черный цвет мало чем отличаются от Эдуарда Мане и ранних работ Крейера. Интерес Хеннингсена к состраданию, а не к украшательству можно увидеть в таких его работах, как  «Покинутая мать».
По стилистике своих работ Хеннингсен был близок к российским художникам-передвижникам. Современники высоко ценили его искусство: Хеннингсен был лауреатом престижной датской Медали Торвальдсена за 1882 год.
Брат Франца Хеннигсена, Эрик Хеннингсен также был датским художником.

## Галерея

Похороны. 1883.
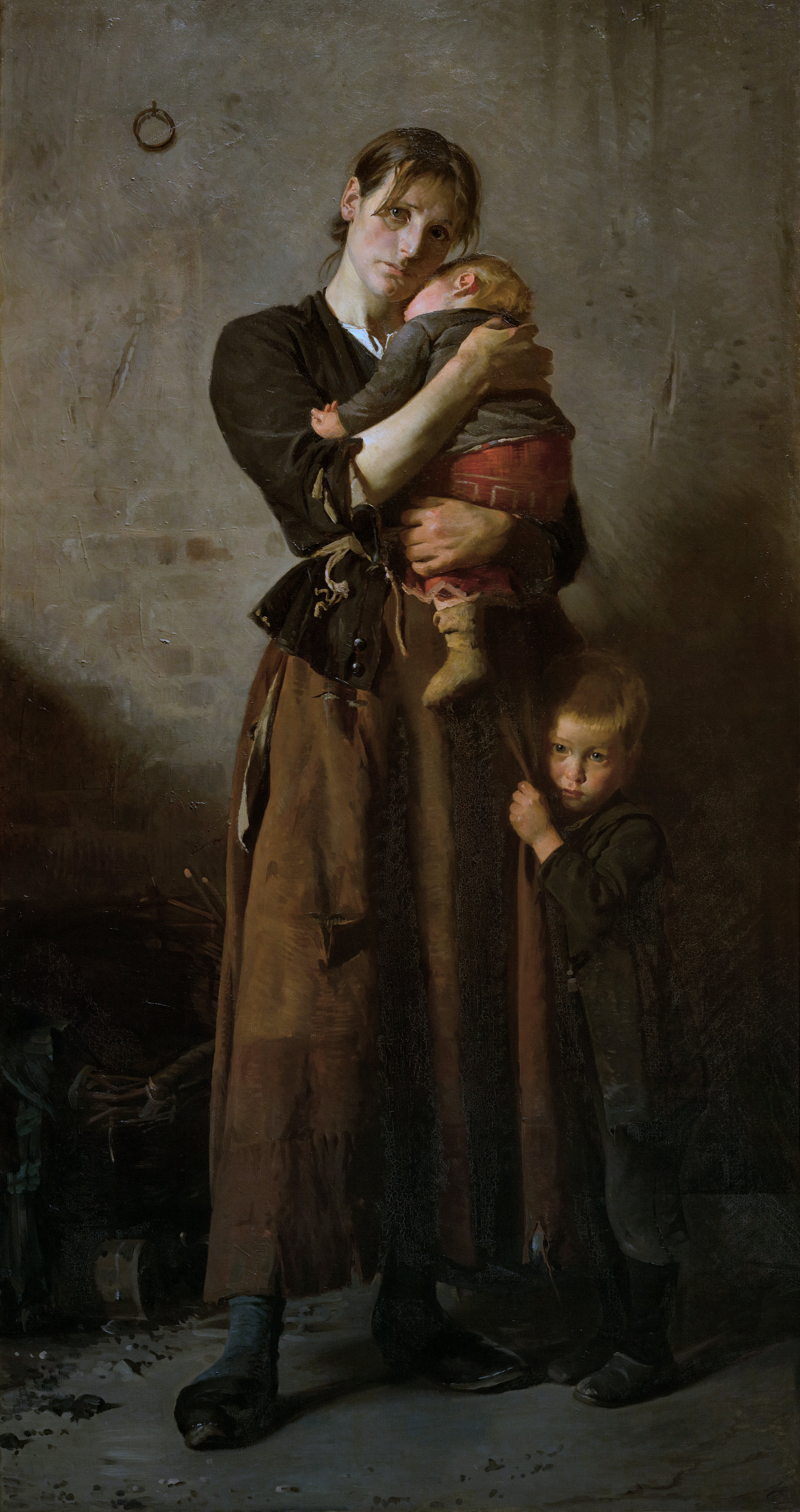
Покинутая мать. 1888.
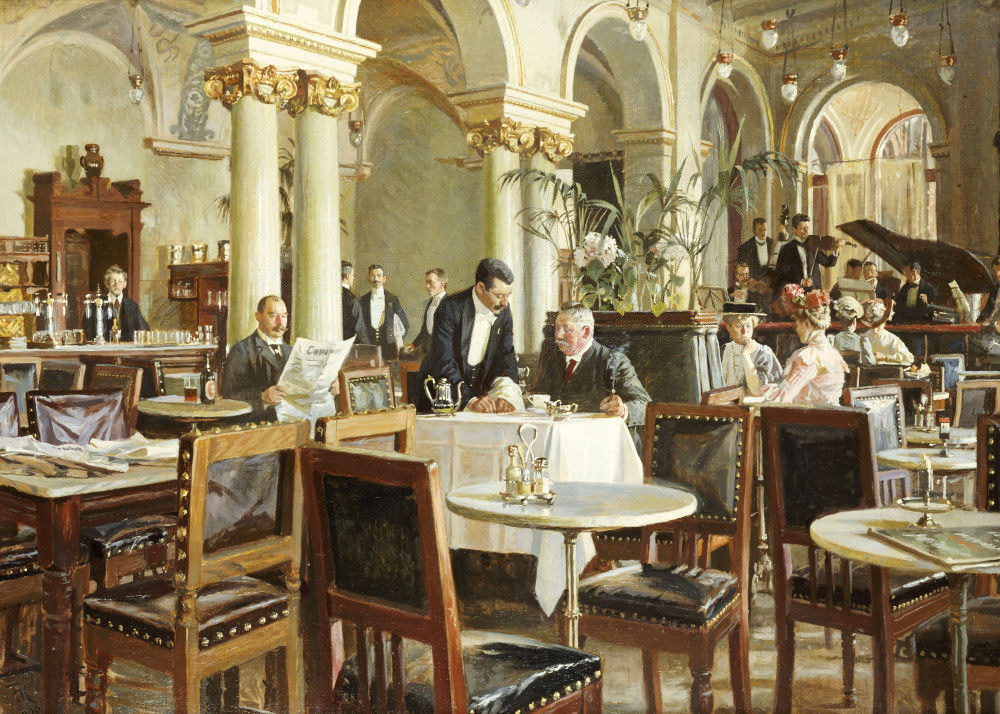
Кафе для промышленников. 1906.
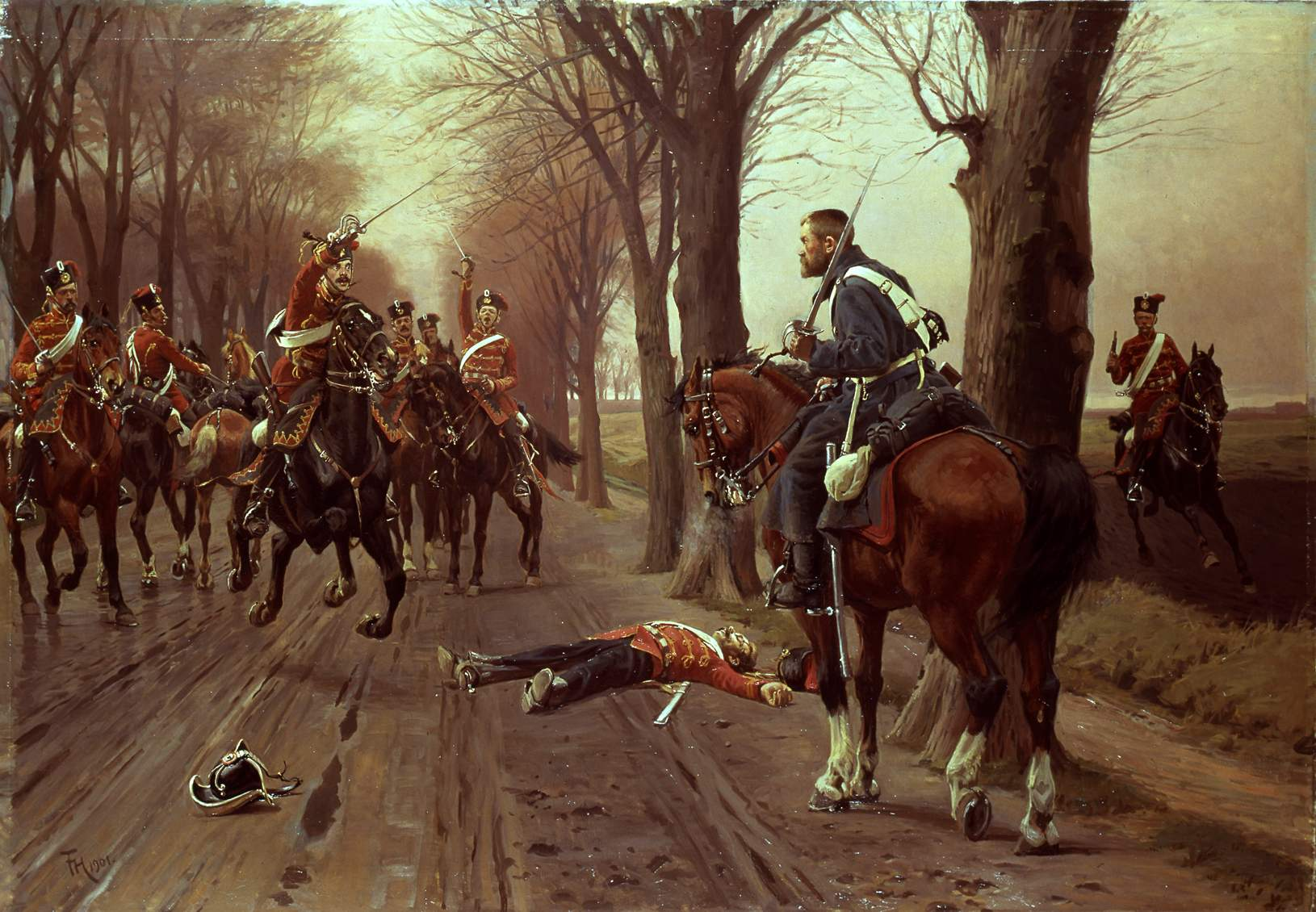
Герой 1864 года. 1901.